# Mégalopolis (comédie musicale)
Pour les articles homonymes, voir Megalopolis.
Albums de Herbert Pagani
Concerto d'Italie
(1971) Les Années de la Rage et les Heures de l'Amour
(1974)
Mégalopolis est le troisième album du chanteur italien Herbert Pagani, sorti en 1972.
C'est un double album très visionnaire sur un futur apocalyptique possible, créé quatre ans avant le Starmania de Michel Berger et Luc Plamondon, deviendra un spectacle à Bobino, repris au Bataclan par Francis Lalanne et Dominique Guillo en 1999. 
L'album est construit comme la bande-son d'un film avec bruitages et musiques. Pagani y dépeint le futur (l'histoire commence un 6 décembre : « Tout a commencé le mardi 6 décembre », premier vers du Prélude), avec un Président des États d'Europe Unie qui appelle ses électeurs « consommateurs, consommatrices » et qui est coupé par de la publicité pendant son allocution. Son seul programme électoral est de faire de la lune une poubelle galaxique. Les tours en béton remplacent déjà la nature et les arbres, il faut sortir faire ses courses avec son masque à gaz, promener son chien sur les toits des immeubles...
Petite particularité de la réédition EMI Pathé de 1989 : l'absence de la chanson "Vole la colombe". Une autre réédition de 1999 omet les textes de liaison, indispensables à la compréhension, juste avant "Confession d'un cadre supérieur" tout comme la reprise scénique de 1999 supprime la chanson "Le P.A.P.E." 

## Chansons de l'album
| 1. | Prélude à Megalopolis                             | Lombardi - Vastano - Pagani | 3:30 |
| 2. | Discours du PDG des États d'Europe Unie - Jingles | Kermoal - Pagani - Vannier  | 7:22 |
| 3. | Arche de Noé                                      | Grazian - Pagani            | 2:58 |
| 4. | Sérénade                                          | Lombardi - Pagani           | 3:58 |
| 5. | Radio Taxi                                        | Graziani - Pagani           | 3:34 |
| 6. | La Cuisine, le Ménage et l'Amour                  | Pagani                      | 2:39 |

| 1. | Deux sous la douche   | Graziani - Pagani | 3:50 |
| 2. | Soldats               | Graziani - Pagani | 4:10 |
| 3. | Flash Drogue          | Vastano - Pagani  | 1:33 |
| 4. | Fils père, fille mère | Graziani - Pagani | 2:30 |
| 5. | Ni Marx, ni Jésus     | Vastano - Pagani  | 4:30 |
| 6. | Vole la colombe       | Lombardi - Pagani | 2:40 |

| 1. | Les Tapis roulants                              | Graziani - Pagani | 4:10 |
| 2. | Chez nous                                       | Vastano - Pagani  | 4:22 |
| 3. | Le P.A.P.E.                                     | Moraschi - Pagani | 4:36 |
| 4. | Confession d'un cadre supérieur (pas vous ?...) | Lombardi - Pagani | 3:20 |

| 1. | Mégapocalypse                        | Lombardi - Moraschi - Pagani | 18:20 |
| 2. | Le Printemps d'après la fin du monde | Lombardi - Pagani            | 3:10  |